# Diecast (Band)
Diecast ist eine US-amerikanische Metalcore-Band aus Boston.

## Geschichte
Diecast wurde 1997 von Colin Schleifer (Gesang), Nassim Rizvi (E-Gitarre), Jeremy Wooden (E-Bass) und Jason Costa (Schlagzeug) gegründet.
Ihre erste Produktion war Perpetual War im Jahr 1997, ein Demo, das sie selbst veröffentlichten. Von den Gründungsmitgliedern der Band ist heute nach einigen Umbesetzungen keines mehr dabei.

## Diskografie

### Studioalben
- 1998: Undo the Wicked (Now or Never Records)
- 2001: Day of Reckoning (Now or Never Records); „Rerelease 2005“ mit Bonustracks (Century Media Records)
- 2004: Tearing Down Your Blue Skies (Century Media Records); „Rerelease 2006“ mit Bonustracks
- 2006: Internal Revolution (Century Media Records)

### EPs und Demos
- 1997: Perpetual War (Demo, Selbstveröffentlichung)
- 1999: Sampler (Selbstveröffentlichung)

### Videos
| Erscheinungsjahr | Videoname           | Regisseur       |
| ---------------- | ------------------- | --------------- |
| 2003             | Singled Out         | Marc Mirnbach   |
| 2004             | Medieval            | Dale Resteghini |
| 2005             | Rise and Oppose     | Kevin Leonard   |
| 2005             | These Days          | David Brodsky   |
| November 2006    | Fade Away           |                 |
| 2007             | Nothing i could say | Ian McFarland   |